# Auto Avio Costruzioni
Auto Avio Costruzioni (AAC, Ауто Авіо Коструціоні) — з 1939 року італійський виробник автомобілів. Штаб-квартира розташована в місті Модена. У 1940 році компанія припинила виробництво автомобілів.

## Енцо Феррарі

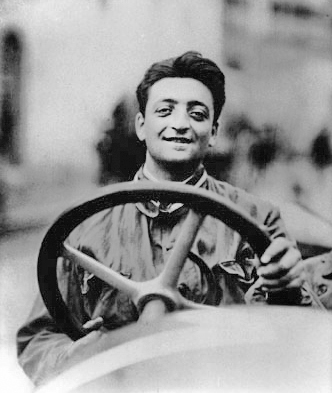
Енцо Феррарі

Енцо Феррарі завжди любив три речі - швидкі машини, красивих жінок та керування швидкими автомобілями. Він був успішним гонщиком, зробивши собі ім'я в 1920-х роках, фінішувавши на другому місці на Тарга Флоріо за кермом Alfa Romeo. Ця перемога визначила його шлях. Незабаром він виявив, що був кращим організатором і мотиватором, ніж гонщиком. Згодом він став відповідальним за кадрів у Alfa Romeo, постійно подорожуючи, щоб найняти найкращих водіїв і кращих інженерів для вступу в компанію. Пізніше він став дилером Alfa Romeo в районі Емілія-Романья біля Модени, і створив офіс у Болоньї. У 1929 році Феррарі разом з Маріо Тадіні та Альфредо і Ауросто Каніато сформували гоночну команду під назвою Scuderia Ferrari. "Scuderia" на італійській мові означає "стабільний", а спонсором була фірма Alfa Romeo. До середини 1930-х років Ferrari була відома у всій автоіндустрії. У 1937 році Alfa Romeo вирішила повернути собі повний контроль над своїм гоночним підрозділом, залишивши Ferrari спортивним керівником. Домінування німецьких автомобілів на Гран-прі у другій половині десятиліття викликало жорсткий розкол між Ferrari та Alfa Romeo. Вважається, що Феррарі залишив Alfa Romeo, щоб створити свою власну компанію. Однак, це не зовсім так. Енцо був звільнений, і він не був єдиною жертвою цього повстання. Пункт контракту забороняв йому виготовляти гоночні автомобілі, що носять назву Ferrari, або використовувати жовту емблему з прирученим конем протягом чотирьох років.

## Заснування компанії
1939 рік був бурхливим часом по всій Європі. У вересні вторгнення до Польщі та початок війни означали, що для Феррарі було набагато більше непевності щодо автомобільного бізнесу, ніж гарантій. У грудні 1939 року Енцо відвідав юного гонщика Альберто Аскарі. Він хотів, щоб Феррарі побудував два спортивні автомобілі для Міле Мілья 1940 року - один для себе і один для свого друга, маркіза Лотаріо Рангоні Маккіавелі з Модени. Енцо погодився виготовити машини.
Феррарі швидко створив нову компанію Auto Avio Costruzioni (AAC). Його компанія була розташована в одній і тій самій точці Модени, що і Scuderia. Його акція протесту проти Alfa Romeo та пошук лазівки в його контракті неконкурентоспроможності полягали не лише в тому, щоб змагатися зі своїм колишнім роботодавцем за його звільнення. Він також був розлючений на Maserati. Нещодавні грошові інвестиції сімейства Орзі дозволили виконати розширення компанії, яка потім перемістила виробництво до Модени - на батьківщину Енцо. Це створило безпосередню конкуренцію для кращих інженерів і умільців заводів у цьому районі. Енцо не був задоволений.

## Виробництво автомобілів
Оскільки Міле Мілья було призначено на 28 квітня 1940 року, Феррарі мав всього чотири місяці, щоб створити два гоночних автомобіля з нуля. З цієї причини, а також тому, що вимоги вимагали, щоб в основу гоночного автомобіля лягло шасі серійної моделі, нові автомобілі були засновані на Fiat 508C Ballia. Найбільшою проблемою був двигун. 1100 см3 було занадто мало, щоб конкурувати в 1,5-літровому класі. Альберто Массіміно, досвідчений конструктор і ще одна жертва повстання Alfa Romeo, висунув план побудувати рядний восьмициліндровий блок циліндрів і випустити його з парою модифікованих головок циліндрів Fiat Ballia. Назва нової машини, 815, розшифровується за 8-циліндровим двигуном та його 1,5-літровим об'ємом. Щоб побудувати свою першу машину, Енцо найняв відомих техніків Луїджі Бацці та Федеріко Жиберті, а також інженерів Вітторіо Беллентані та Джоакіно Коломбо.

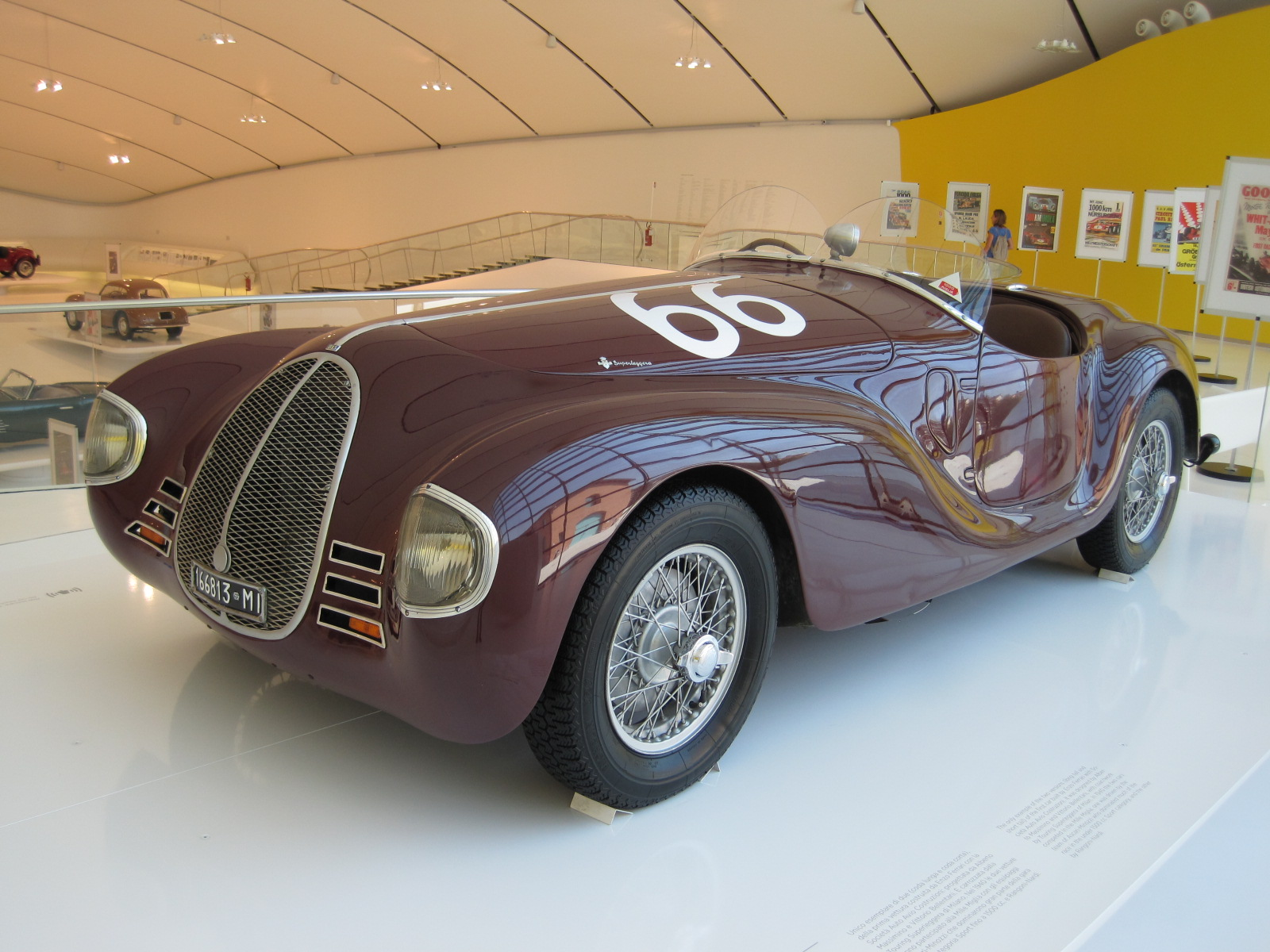
Auto Avio Costruzioni 815

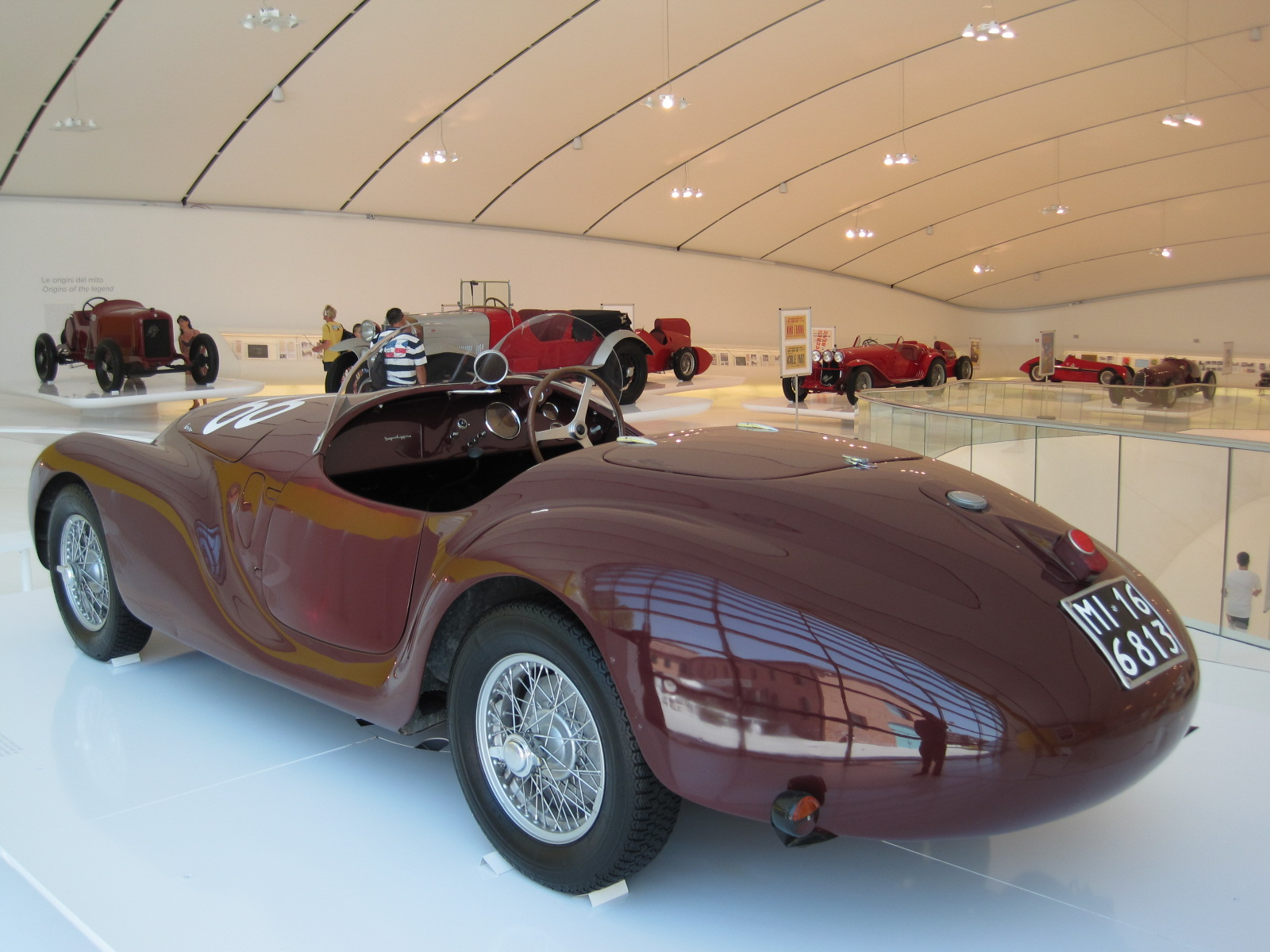
Auto Avio Costruzioni 815

Команда почала працювати над Fiat 508C, змінивши шасі і взявшись за створення своїх унікальних двигунів для двох автомобілів. Для кожного з гоночних автомобілів вони взяли два 1100-кубових чотирициліндрових двигуна Fiat 508C і спеціально розроблені легкі алюмінієві блоки циліндрів. Вони встановили свої розподільні вали, але змогли використати оригінальний клапанний механізм Fiat та шатуни. Головки циліндрів потребували значних змін. Двигун був передовим для своєї епохи, з одним верхнім розподільним валом, двома клапанами на циліндр та напівсухою картерною системою змащення. Він використовував чотири карбюратора Weber 30DR2 і видавав 75 к.с. при 5500 об/хв. Для виготовлення кузова автомобіля Феррарі звернувся до Феліче Б'янкі Андерлоні, дизайнера провідного кузовобудівника Італії - Carrozzeria Touring. Він створив двомісний відкритий двоповерховий кузов з дуже своєрідною великою решіткою. Дизайнер зекономив вагу, використовуючи ультрасучасне лобове скло з оргскла, і розробляв кузов, використовуючи метод "суперледжера" ("суперлегкий"), який сам розробив. Ця техніка використовує трубки малого діаметра, щоб сформувати раму, на якій покладені несучі панелі кузова. Андерлоні випускає дуже міцний і легкий автомобіль. Кузов використовував алюмінієвий/магнієвий сплав і був побудований з красивими плавними лініями, з інтегрованими крилами. Кузов важив всього 54 кілограми, а завершена машина мала лише 635 кг ваги. Автомобілі мали на спицьованих колесах Borrani, і мали максимальну швидкість близько 170 км/год.

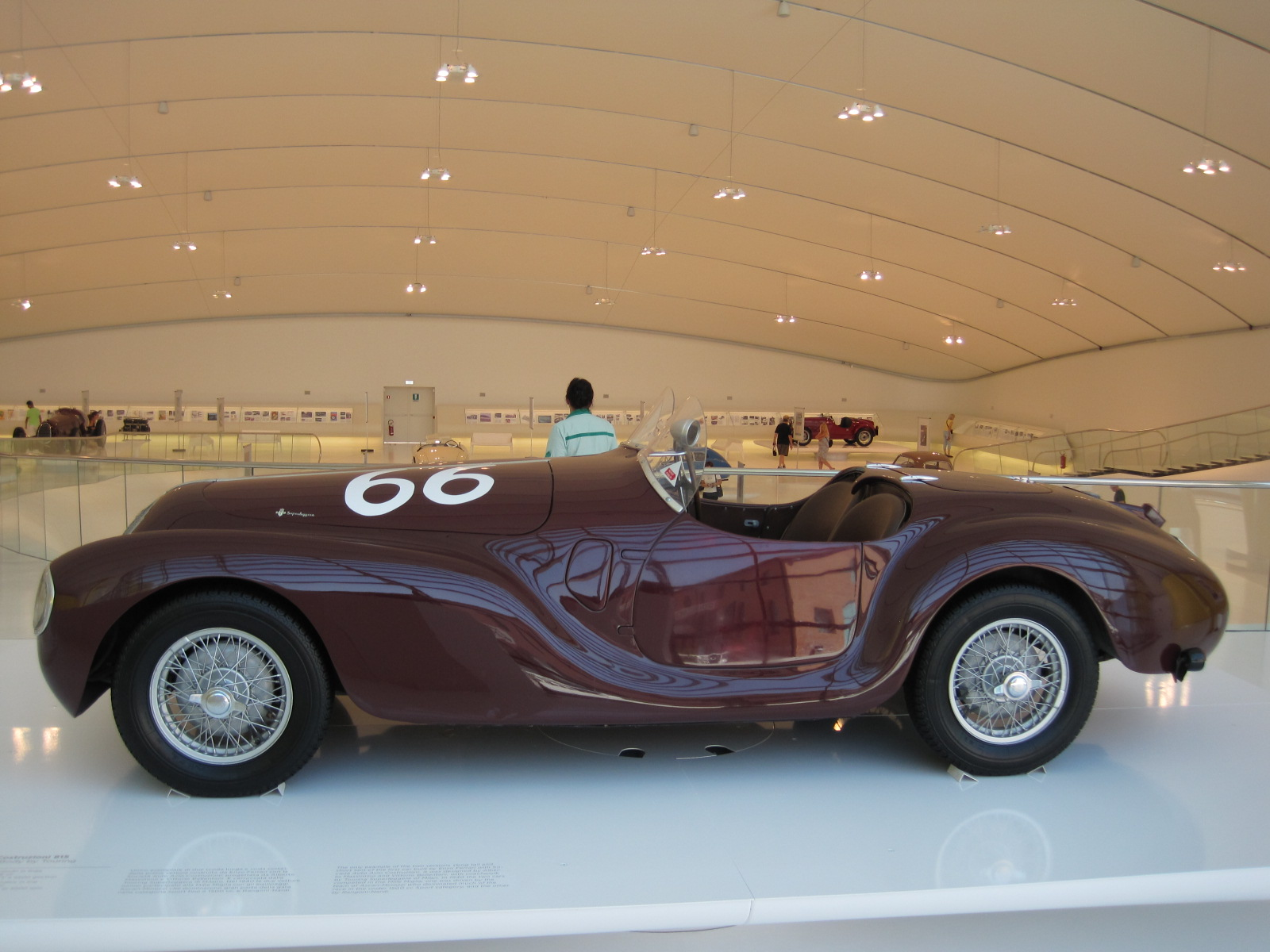
Auto Avio Costruzioni 815

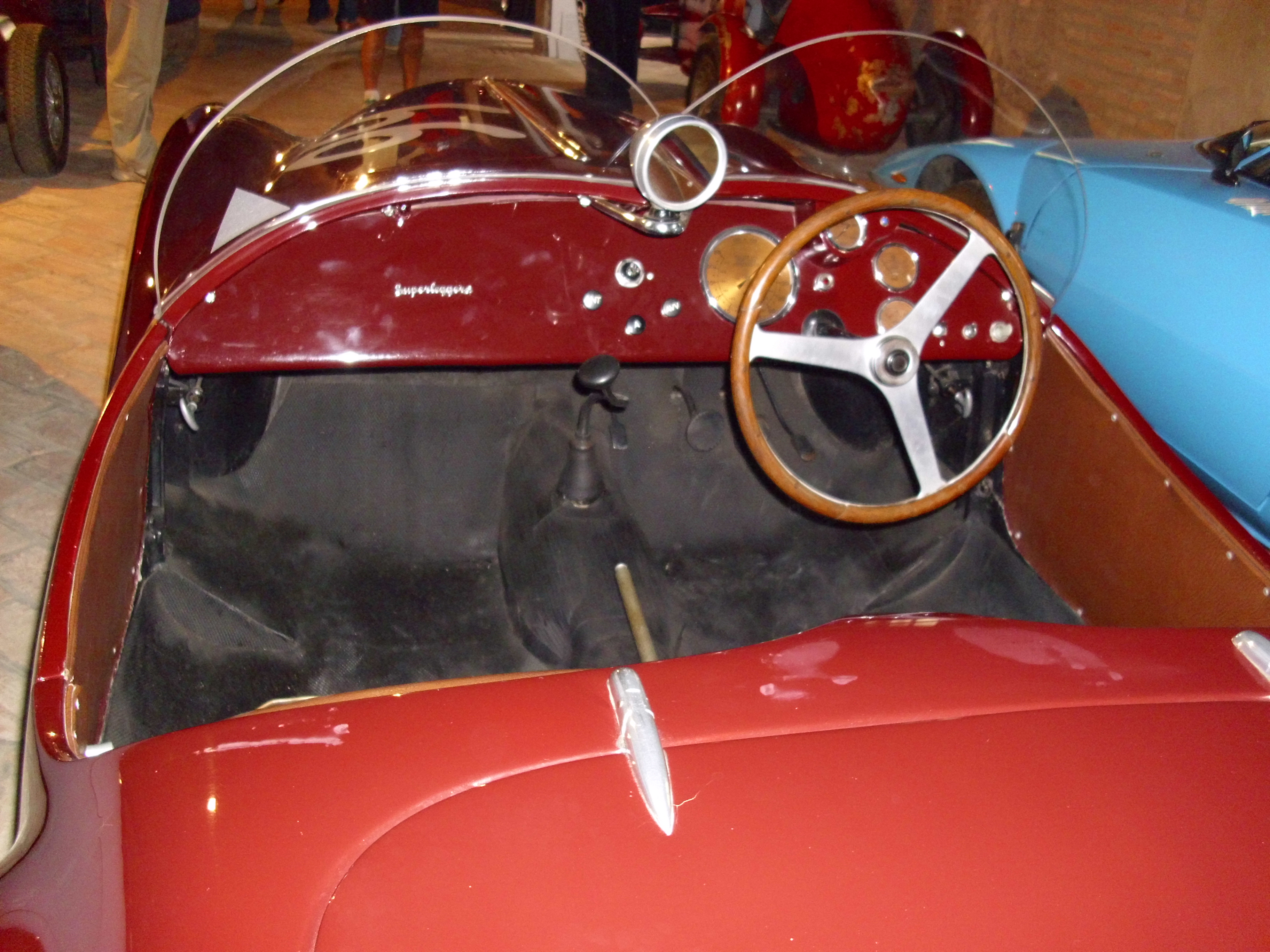
Інтер'єр Auto Avio Costruzioni 815

Завдяки чудовій історії бренду Ferrari привабливо, що його перший автомобіль, по суті, був побудований таємно та далеко від цікавих очей колишніх колег з Alfa Romeo. Було виготовлено два автомобілі під заводськими номерами 020 та 021. Як і планувалося, Auto Avio Costruzioni 815 в 1940 році змагався на Gran Premio Brescia della Mille Miglia (одноразовій заміні традиційної Mille Miglia). Рангоні і Нарді їхали на 020, а Аскарі та Джузеппе Міноцці їхали на 021. Рангоні встановив рекорд кола у своєму класі. Один з 815 панував у своєму класі і їхав в першій десятці у загальному заліку, але в кінцевому підсумку обидва вийшли з ладу через механічні збої. Це не зовсім дивно, враховуючи надзвичайно короткий період часу, за який Феррарі повинен був виготовити автомобілі. Вони були явно гідні подальшого розвитку, але вступ Італії до війни зупинив ці плани. 815 були останніми автомобілями Феррарі, які працювали протягом багатьох років. Італія офіційно вступила в Другу світову війну 10 червня 1940 року. Феррарі пережив цей конфлікт, виготовляючи гідравлічні шліфувальні машини та верстати. Після двох років війни уряд видав розпорядження про децентралізацію галузей промисловості Італії. Феррарі перемістив потужності Auto Avio Costruzioni з Модени до Маранелло, який досі є штаб-квартирою Ferrari.

## Післявоєнна історія

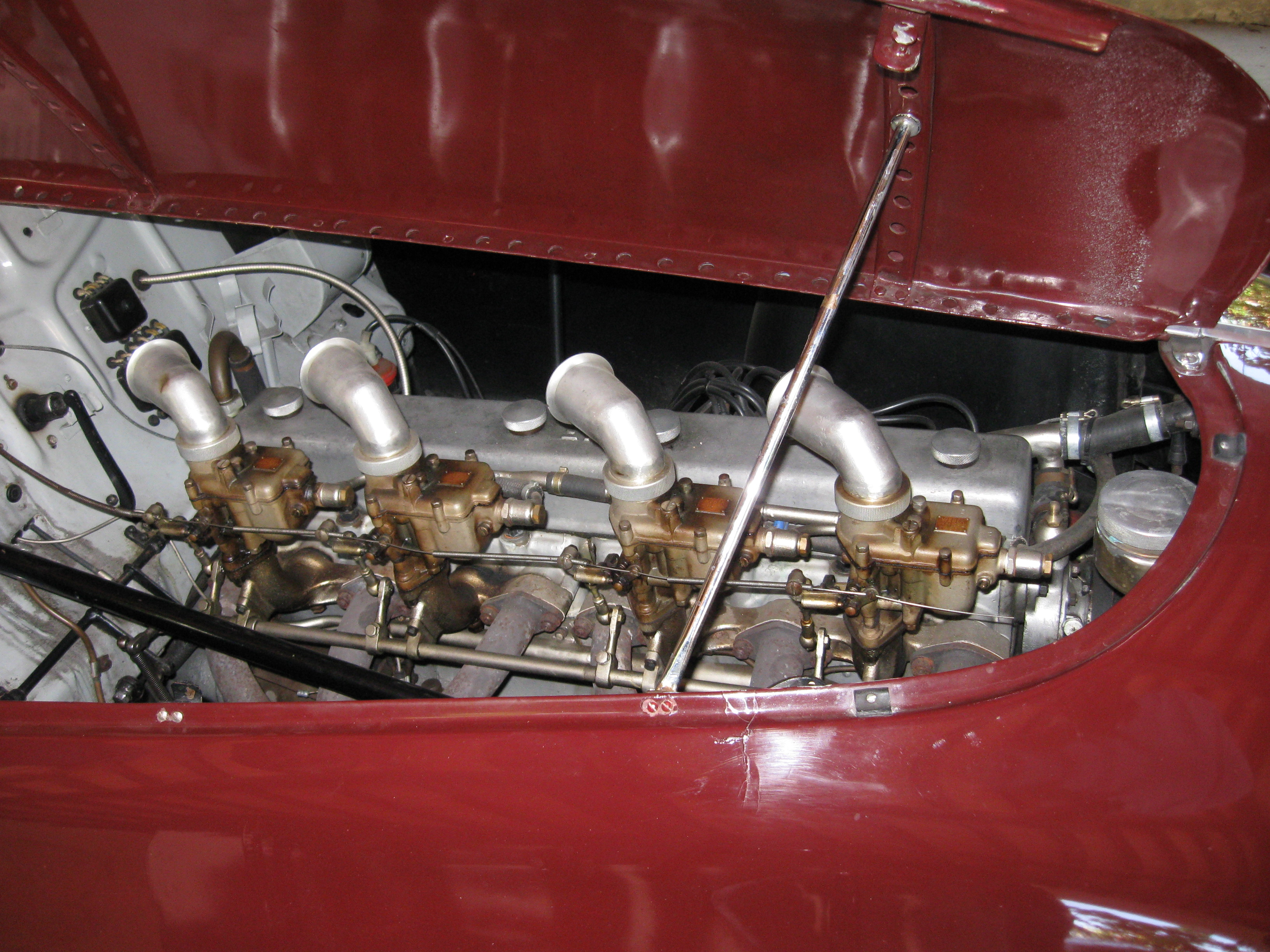
Двигун Auto Avio Costruzioni 815

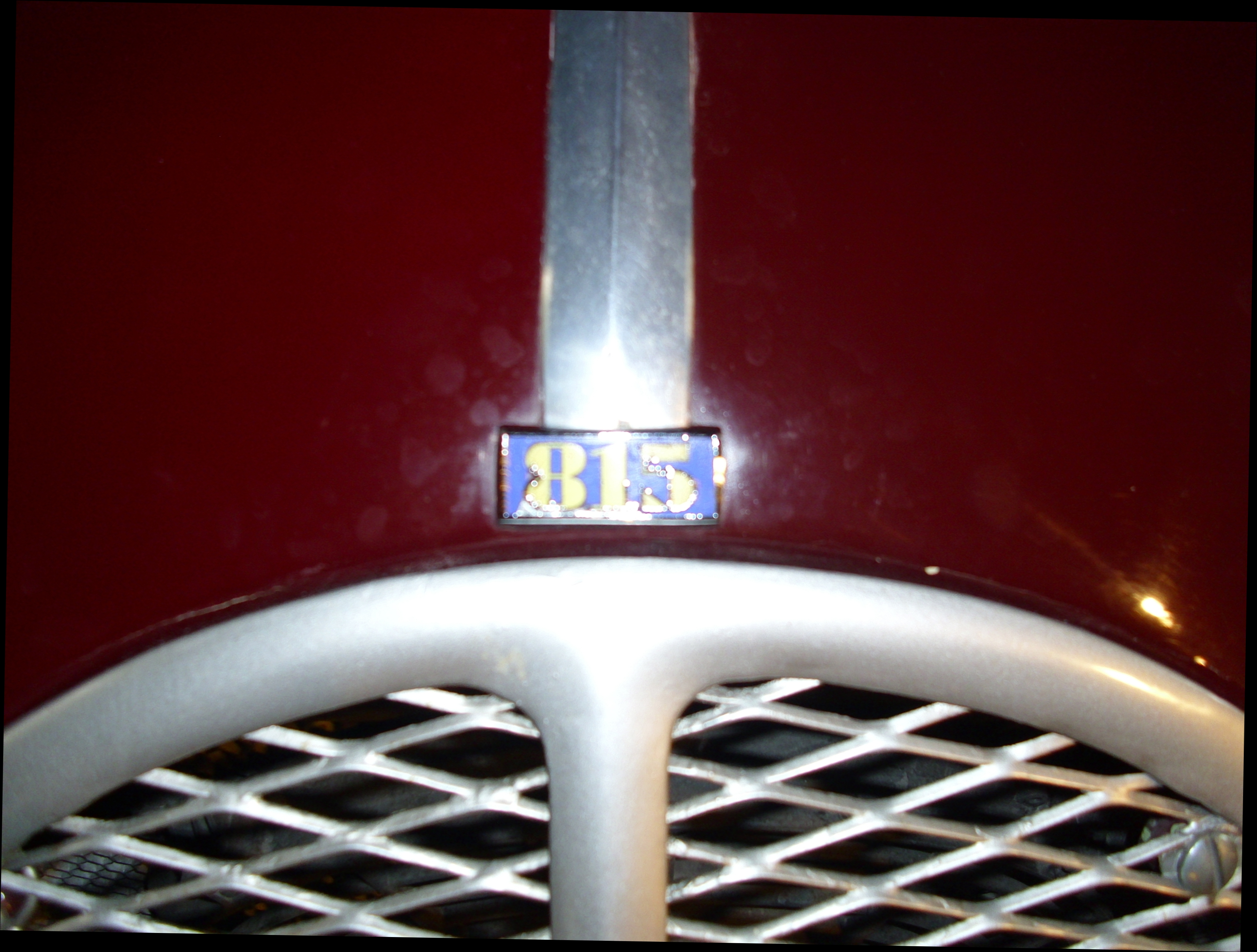
Емблема Auto Avio Costruzioni 815

Після війни Феррарі хотів створити двигун з конфігурацією V12, яким він захоплювався, але вона була представлена компанією Packard. До 1945 року Енцо вже мав можливість розробити машини з його власним ім'ям. Перший офіційний Ferrari - 125S був більш витонченим, ніж 815, але можна не сумніватися в тому, що Енцо багато чому навчився через його невдачу з Alfa Romeo та "секретного" Ferrari, розробленого ним у 1940 році.

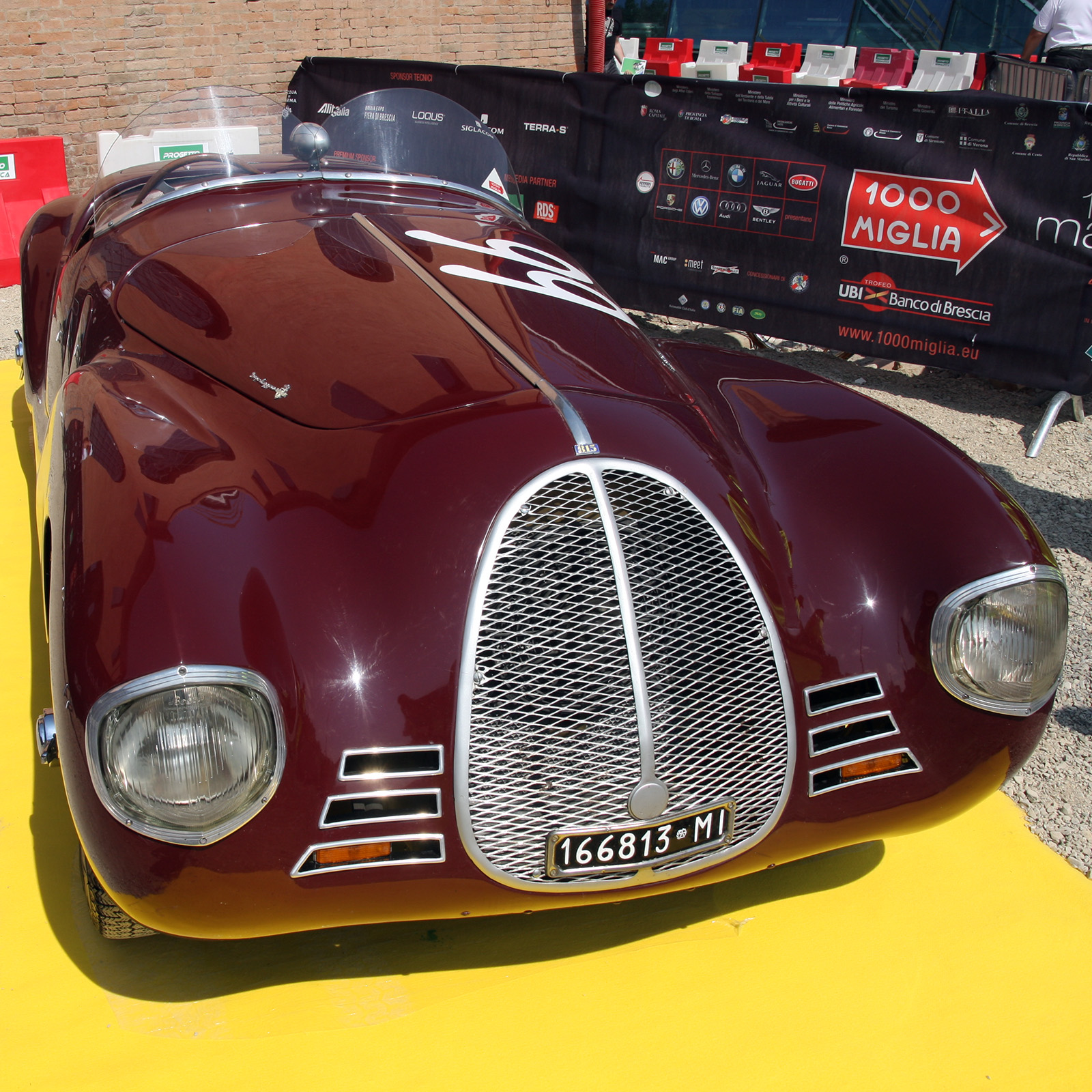
Auto Avio Costruzioni 815

Лотаріо Рангоні помер під час Другої світової війни, і його брат Роландо успадкував машину номер 020. Машина була зламана у 1958 році.
Машина Аскарі, номер 021, була продана гонщикові Енріко Белтрачіні, який змагався на ній у 1947 році. Після того, як автомобіль продали до музею, а потім купили його назад, Белтрачіні продав його знову Маріо Рігіні. Станом на 2006 рік 815 номер 021 був ще в колекції Рігіні.
Назва Auto Avio Costruzioni залишалася до 1957 року, коли змінилася на Auto Costruzioni Ferrari. Згодом, у 1960 році відбулося перетворення в акціонерне товариство з новим найменуванням SEFAC, акронім Società Esercizio Fabbriche Automobili e Corse. У цього найменування існує також неофіційне трактування, що здійснюється любителями, які читають "SEFAC" як "Sempre Enzo Ferrari Anche Cambiando" ("Енцо Феррарі теж змінюється").

## Результати у перегонах
| Дата       | Тип авто     | Змагання                     | Пілот              | 2-ий пілот/механік | Результат |
| ---------- | ------------ | ---------------------------- | ------------------ | ------------------ | --------- |
| 28-04-1940 | довгий хвіст | Mille Miglia                 | Лотаріо Рангоні    | Енріко Нарді       | Виліт     |
| 28-04-1940 | довгий хвіст | Mille Miglia                 | Альберто Аскарі    | Джузеппе Міноцці   | Виліт     |
| 03-09-1946 | довгий хвіст | Coppa Andrea Brezzi          | Енріко Бельтрачіні | \                  | 2-ий      |
| 13-04-1947 | довгий хвіст | Circuito di Sanremo          | Енріко Бельтрачіні | \                  | Виліт     |
| 11-05-1947 | довгий хвіст | Piacenza                     | Енріко Бельтрачіні | \                  | Виліт     |
| 01-06-1947 | довгий хвіст | Circuito di Vercelli         | Енріко Бельтрачіні | \                  | 4-ий      |
| 15-06-1947 | довгий хвіст | Circuito di Vigevano         | Енріко Бельтрачіні | \                  | Виліт     |
| 22-06-1947 | довгий хвіст | Mille Miglia                 | Енріко Бельтрачіні | Адріано Масса      | Виліт     |
| 20-07-1947 | довгий хвіст | Coppa d'Oro delle Dolomiti   | Енріко Бельтрачіні | Джованні Чіветтіні | 28-ий     |
| 15-08-1947 | довгий хвіст | Circuito di Pescara          | Енріко Бельтрачіні | \                  | Виліт     |
| 24-08-1947 | довгий хвіст | Circuito di Senigallia       | Енріко Бельтрачіні | \                  | 5-ий      |
| 31-08-1947 | довгий хвіст | Novara                       | Енріко Бельтрачіні | \                  | 7-ий      |
| 14-09-1947 | довгий хвіст | Circuito del Lido di Venezia | Енріко Бельтрачіні | \                  | 5-ий      |
| 25-05-1948 | довгий хвіст | Mille Miglia                 | Енріко Бельтрачіні | Джованні Чіветтіні | Виліт     |

## Список автомобілів Auto Avio Costruzioni
- 1940 - Auto Avio Costruzioni 815